# Рабін Самуїл Ісаакович
Самуї́л Ісаа́кович Ра́бін (2 жовтня 1905 — 12 червня 1982) — український радянський архітектор.

## Біографія
Народився 2 жовтня 1905 р. у м. Вінниці.
Працював архітектором на Вінниччині від 30-х років XX ст. Учень архітектора П. Ф. Альошина. У 1931 р. допомагав учителю у проектуванні житлового району Харківського тракторного заводу «Новий Харків». Член Спілки архітекторів Союзу РСР від 1936 р. і голова вінницького відділення спілки у 1938—1941 рр.
Учасник Другої світової війни. Брав участь в обороні Сталінграда та у визволенні від нацистів Будапешта. Кавалер бойового ордена «Червоної Зірки» і трудового «Знаку пошани».

Могила Самуїла Рабіна, Підлісне (Центральне) кладовище

Після війни очолив «Облпроект», керував вінницькою філією інституту «Діпроцивільпромбуд», працював в обласній Архітектурній комісії (архітектурній містобудівній раді).
Персональний пенсіонер республіканського значення від 1970 р. Помер на 77-му році життя 12 червня 1982 року. Похований разом із дружиною на Підлісному (Центральному) кладовищі Вінниці (49°14′12.8″ пн. ш. 28°26′17.2″ сх. д. / 49.236889° пн. ш. 28.438111° сх. д.).

## Проєкти
Серед знакових реалізованих ним проєктів у м. Вінниці:
- будинок вчителів (1930-ті роки) на проспекті М.Коцюбинського, № 37;
- житловий будинок суперфосфатного заводу (1937 р.) на проспекті М.Коцюбинського, № 32;
- будинок обкому КПУ (замислений спочатку як будинок харчової промисловості), нині будинок Вінницької обласної ради на вулиці Соборній, № 70 (1935—1941 рр. проектування спільно з Л. О. Черленіовським, консультант П. Ф. Альошин), відновлення цього будинку у 1946—1949 рр.;
- павільйони та окремі вузли Центрального парку (1949—1950 рр.);
- житловий будинок на вулиці Леніна, № 103 (відтепер — Соборній) спільно з А. В. Крейчі (1953—1958 рр.);
- планування Привокзальної площі (1953—1954 рр.);
- будівля міського комітету КПУ (нині — будинок апеляційного суду по вулиці Соборній, № 6) спільно з М. І. Новаковою (1956—1958 рр.);
- забудова «спального» мікрорайону «Вишенька» разом з Г. І. Кравцовим та М. І. Новаковою (1962—1970 рр.).[1]

|                                                   |
| Житловий будинок на проспекті М.Коцюбинського, 37 |

|                                                     |
| Житловий будинок на проспекті М.Коцюбинського, № 32 |

|                                                       |
| Будинок Вінницької обласної ради на вул. Соборній, 70 |

|                            |
| Центральний парк у Вінниці |

|                                        |
| Житловий будинок на вул. Соборній, 103 |

|                                                                 |
| Фасад Залізничного вокзалу у Вінниці перед Привокзальною площею |

|                                               |
| Будинок апеляційного суду на вул. Соборній, 6 |